# Thymelaea
Thymelaea é um género botânico pertencente à família Thymelaeaceae.

## Portugal
Em Portugal estão presentes as seguintes espécies e subespécies:
- Thymelaea broteriana Cout. - Presente em Portugal Continental de onde é nativa[2]
- Thymelaea coridifolia (Lam.) Endl. subsp. dendrobryum (Rothm.) M.Laínz - Presente em Portugal Continental de onde é nativa[3]
- Thymelaea gussonei Boreau - Presente em Portugal Continental de onde é nativa
- Thymelaea hirsuta (L.) Endl. - Presente em Portugal Continental de onde é nativa
- Thymelaea passerina (L.) Coss. & Germ. - Presente em Portugal Continental de onde é nativa
- Thymelaea procumbens A.Fern. & R.Fern. - Presente em Portugal Continental de onde é nativa[4]
- Thymelaea ruizii Loscos - Presente em Portugal Continental de onde é nativa
- Thymelaea villosa (L.) Endl. - Presente em Portugal Continental de onde é nativa